# Jürgen Brand (Jurist, 1945)
Jürgen Brand (* 12. April 1945 in Detmold) ist ein deutscher Jurist. Er war Präsident des Landessozialgerichts Nordrhein-Westfalen und Richter am Verfassungsgerichtshof für das Land Nordrhein-Westfalen.

## Leben
Von 1964 bis 1968 studierte er in Bonn und Münster Rechtswissenschaften. 1968 legte er die Erste Juristische Staatsprüfung ab. 1972 wurde er an der Universität in Köln promoviert. Im selben Jahr legte er die Zweite Juristische Staatsprüfung ab. 1973 wurde er zum Richter am Sozialgericht Gelsenkirchen ernannt. Im Jahr 1978 kam er als Richter an das Landessozialgericht Nordrhein-Westfalen. 1990 wurde er Präsident des Sozialgerichts Dortmund und 1997 Präsident des Landessozialgerichts Nordrhein-Westfalen in Essen. 2010 schied er wegen Erreichens der Altersgrenze aus seinem Amt. Seither ist er als Anwalt in Hagen tätig. In den Jahren 2006 bis 2012 war er gewählter Richter des Verfassungsgerichtshofs für das Land Nordrhein-Westfalen; seit 2011 ist er Vorsitzender Richter am Kirchlichen Verwaltungsgericht der Ev. Kirche im Rheinland.
Von 1997 bis 2001 war er Lehrbeauftragter an der Fernuniversität in Hagen. Seit 1986 übt er eine Lehrtätigkeit am Deutschen Anwaltsinstitut und der Deutschen Anwaltakademie aus. 
Im Jahr 1969 trat er in die SPD ein. Von 2009 bis 2012 war er Unterbezirksvorsitzender der SPD in Hagen. Nach seiner Wahl zum Unterbezirksvorsitzenden erklärte sich Brand als Verfassungsrichter in den Verfahren gegen den Termin der Kommunalwahlen 2009 und gegen die Abschaffung der Stichwahl der Bürgermeister und Landräte selbst für befangen. 
Er ist Verfasser und Herausgeber zahlreicher Bücher zum Sozialrecht sowie Mitherausgeber einer Fachzeitschrift und war bis 2013 Prüfer für die zweite juristische Staatsprüfung in NRW.
Seine im Jahr 2010 gegründete Anwaltskanzlei befasst sich ausschließlich mit dem Sozialversicherungsrecht, schwerpunktartig mit der bundesweiten Vertretung in Angelegenheiten der sozialversicherungsrechtlichen Betriebsprüfung.